# Fritz Dunkel

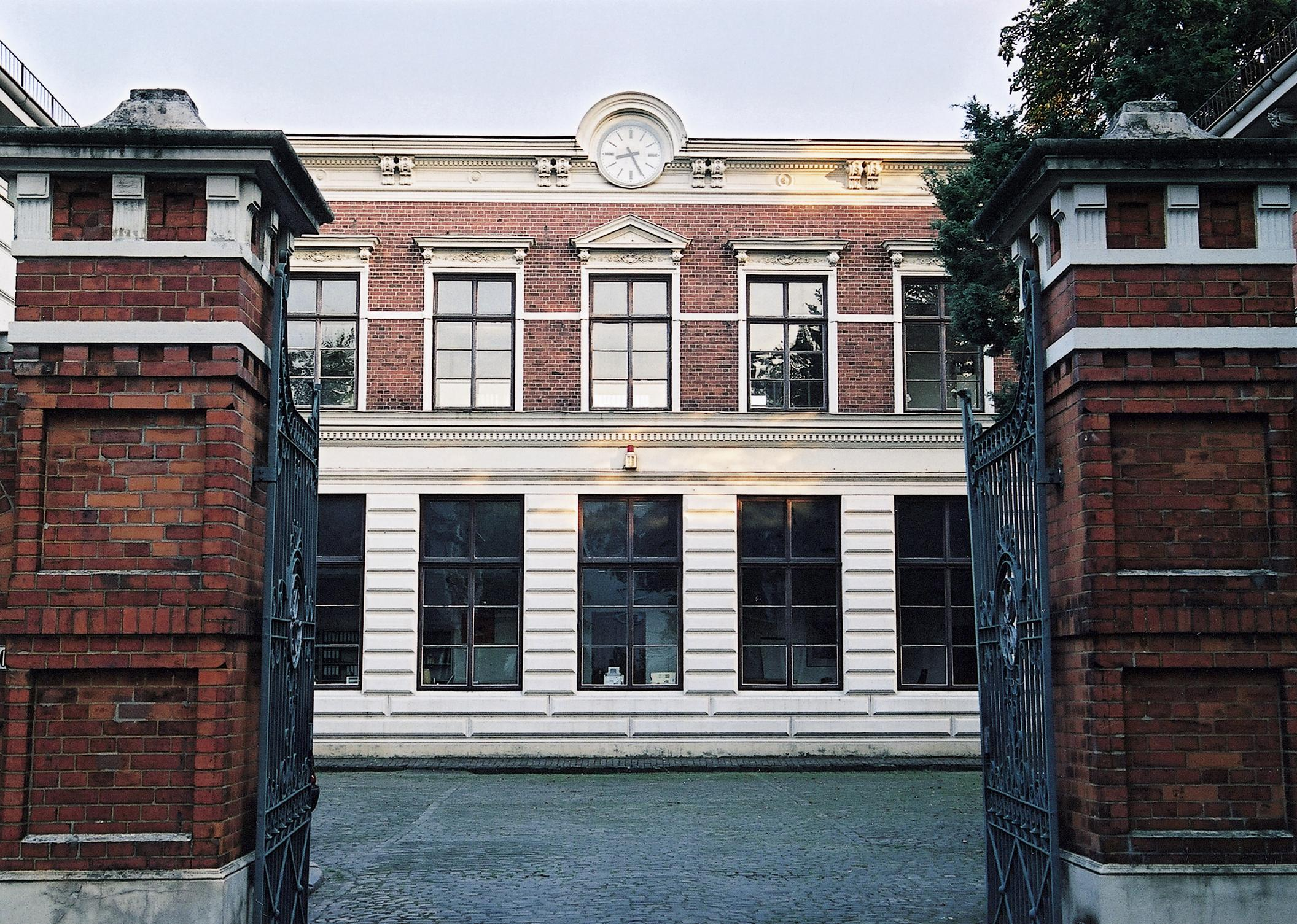
Koch & Bergfeld

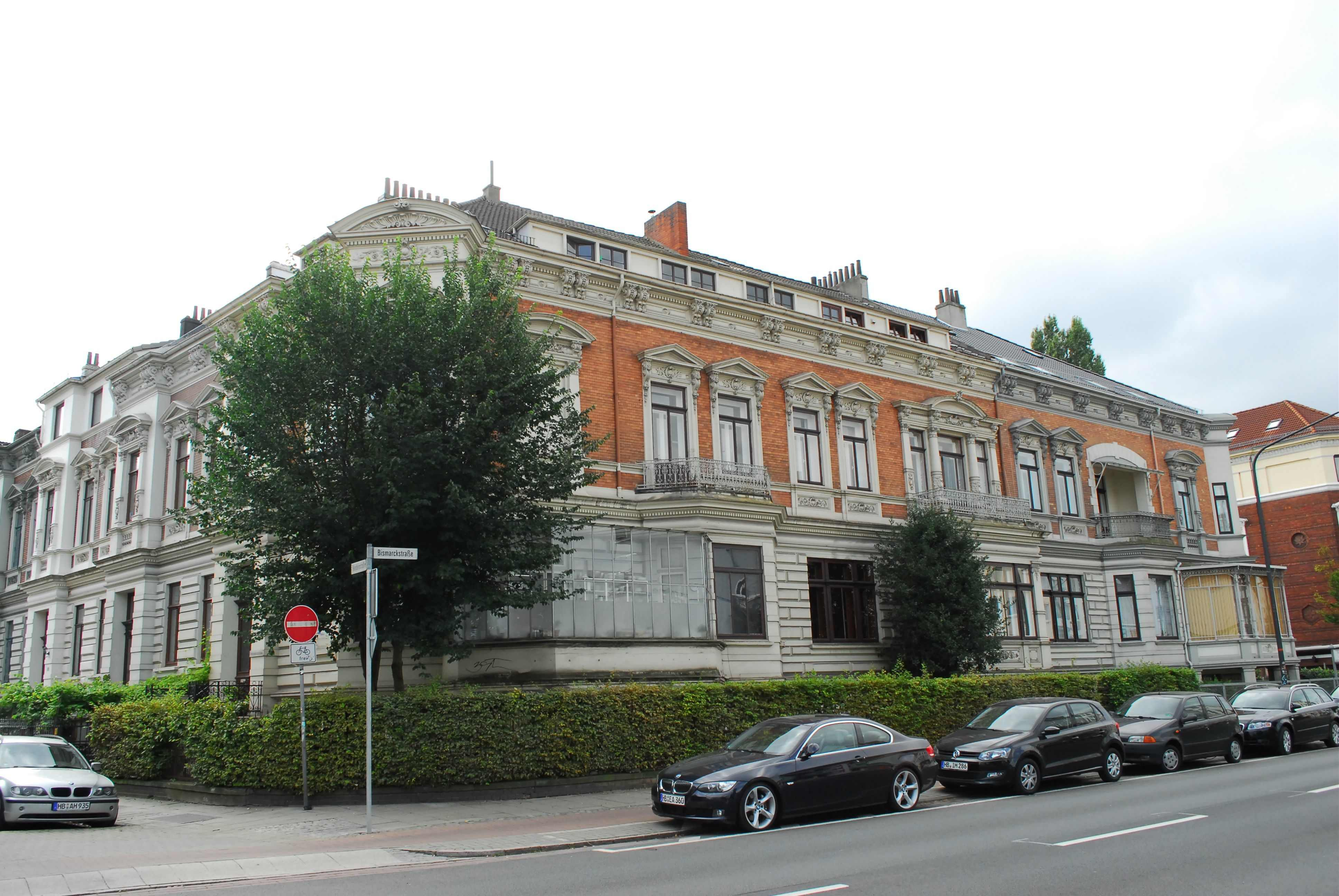
Herderstr. 92

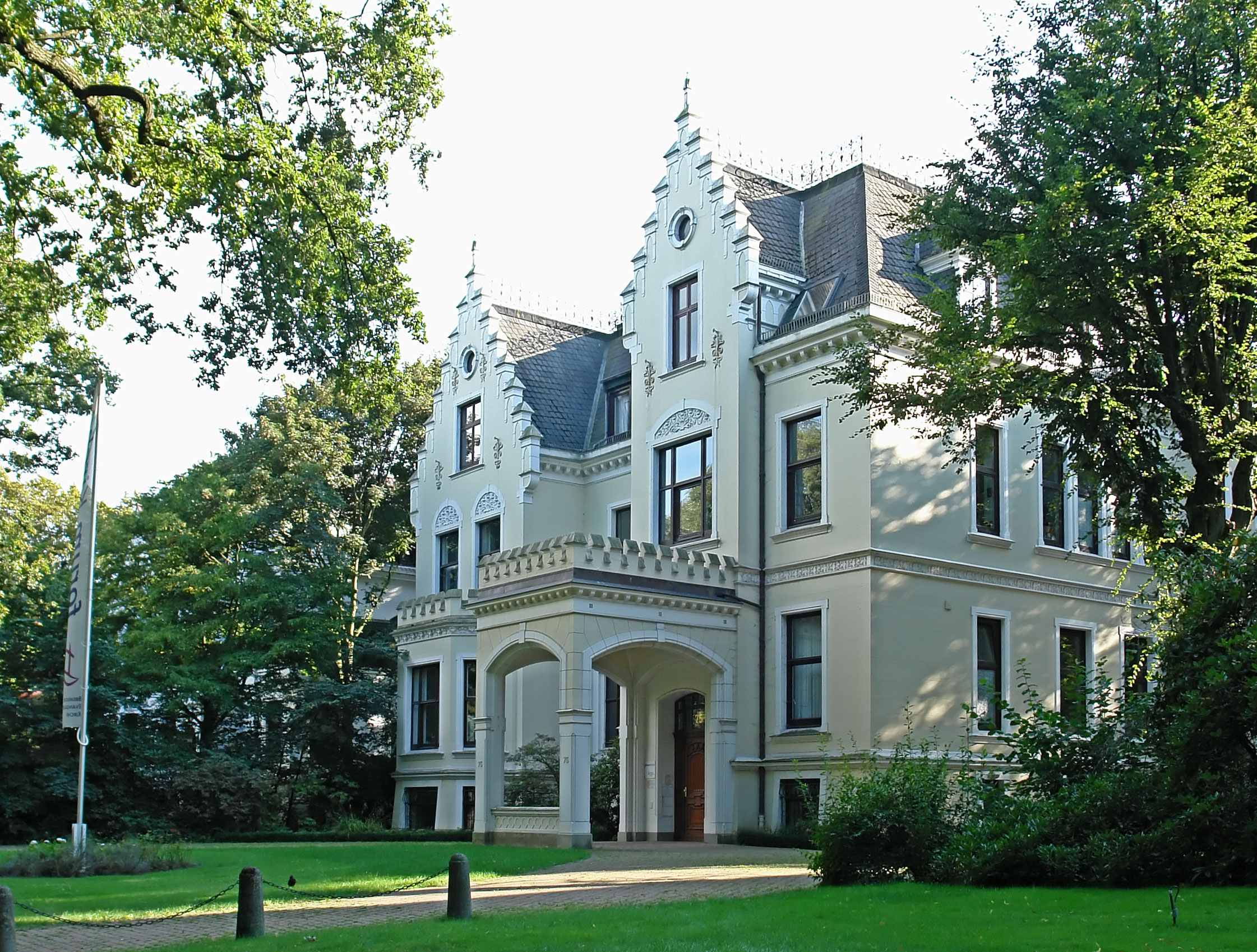
Villa Müller-Schall

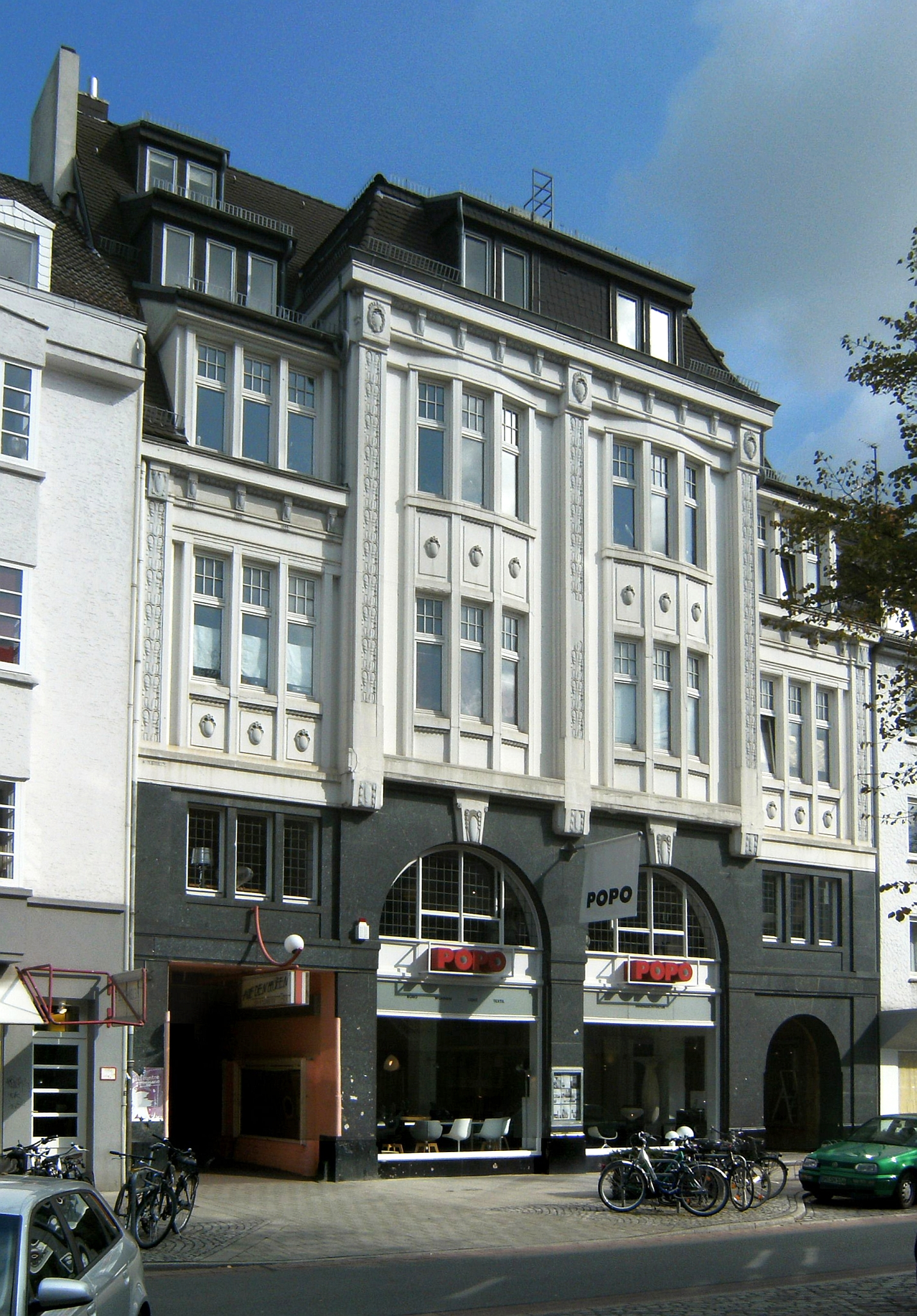
Geschäftshaus Wachsmuth

Fritz (Carl Friedrich) Dunkel (* 7. Januar 1858 in Bremen; † 1941 in Bremen) war ein deutscher Architekt.

## Biografie
Fritz Dunkel wirkte als Architekt seit 1883 in Bremen. Er war der Sohn von Johann Diedrich Dunkel (1819–1900), der als Maurermeister ein Bauunternehmen führte. Sein älterer Bruder Johann Diedrich Dunkel jun. (1845–1887) war ebenfalls Architekt. Die Familie wohnte in der Humboldtstraße 34b, Fritz Dunkel zieht 1889 um in die Keplerstraße 10 (ehemals Nr. 60), ein Haus, das sein Vater 1872 errichtet hatte. Dunkel war insbesondere im privaten Wohnungsbau tätig. Daneben machte er sich durch die Bauleitung von zwei Großprojekten des sehr viel berühmteren Kollegen Johann Georg Poppe, das Verwaltungsgebäude des Norddeutschen Lloyds am Ansgarikirchhof und die Reisbörse in der Langenstraße, sowie durch seine Tätigkeit als Werksarchitekt für die Bremer Silberwarenfabrik Koch & Bergfeld am Kirchweg zwischen 1889 und 1931 einen Namen. Seine Bauten weisen ihn als akademisch, das heißt, an einer der Polytechnischen Hochschulen ausgebildeten Architekten aus, eine Berufsbezeichnung, die bereits beim ältesten Eintrag in das Bremer Adressbuch verzeichnet ist. Stilistisch bevorzugte Dunkel die Neorenaissance. Erst bei dem Geschäftshaus Wachsmuth Auf den Häfen zeigt sich der Einfluss moderner Architekturbestrebungen vor dem Ersten Weltkrieg. Einige Bauten Fritz Dunkels stehen heute unter Denkmalschutz.

## Werkliste (Auswahl)
- 1892: Wohnhaus Chr. Depken, Wielandstraße 14 (ehem. Nr. 8) in Bremen-Steintor
- 1892–1895: Umbau der Bremer Silberwarenfabrik Koch & Bergfeld, insbesondere die Errichtung einer einheitlichen Fabrikfront (außerdem: Vorratslager, Erweiterungsbau, Remisengebäude), Kirchweg190/200[4][5]
- 1889–1890: (Dunkel zugesprochen) Errichtung von Werkswohnungen, sogenannte Meisterhäuser, für Mitarbeiter der Bremer Woll-Kämmerei AG in Bremen-Blumenthal, Emmalene-Bulling-Straße 1–4 und 17–20 (früher: Meisterstraße, später: George-Albrecht-Straße)[6][7]
- 1891: Entwurf eines Wohnhauses für den Bauunternehmer D. Böttcher in der Sedanstraße 44[8]
- 1892–1893: Umbau eines altbremer Giebelhauses (Wilkensches Haus) und Ergänzung um einen Neubau zu einem Wohn- und Geschäftshaus mit einheitlicher Fassade für die Niedersächsische Bank, später Hypothekenbank, heute Bankhaus Neelmeyer zusammen mit Hermann Meyer, Am Markt Nr. 15–16. Später durch weitere Umbauten und den Neuaufbau nach Kriegsende stark verändert[9][10]
- 1893: Wohnhaus Besselstraße Nr. 91 Ecke Bismarckstraße, zuerst bewohnt von Heinrich Koch, einem Geschäftsführer von Koch & Bergfeld[11]
- 1893: Wohnhaus Herderstraße Nr. 92 Ecke Bismarckstraße[12]
- 1894: Umbau einer Bremer Stadtvilla für Caspar Gottlieb Kulenkampff, Contrescarpe 18[13][14]
- 1896: Villa Lahusen, Osterdeich 70, Ecke Lüneburger Straße, für den „Engel“-Apotheker Wilhelm Heinrich Lahusen (jun.)[15]
- um 1900: Villa Henoch, Parkallee 109, für den Kaufmann Johann Carl Gottlieb Henoch (jun.)(nicht erhalten)[16]
- um 1900: Villa Albrecht, Parkallee 111 am Bremer Bürgerpark in der Art angelsächsischer Landhäuser, 1901 bewohnt vom Kaufmann Ludwig Albrecht[17]
- 1900–1902: Villa Müller-Schall, Hollerallee Nr. 75 und Parkstraße 107, für den Bankier Johann Friedrich Müller-Schall,[18][19][20]
- 1902: Villa Meybohm, Vorstraße 21 in Bremen-Horn[21]
- 1903: Kolonialwarengeschäft Wilh. Holtorf, Ostertorsteinweg 6, Bremen[22]
- 1904–1905: Villa für den Maler Otto Bollhagen, Parkallee 205[23]
- 1901–1910: Bauleitung des Verwaltungsgebäudes des Norddeutschen Lloyds für Johann Georg Poppe, Papenstraße/Knochenhauerstraße (nicht erhalten)[24]
- 1905: Bauleitung des Kontor- und Verwaltungsgebäudes für die „Reis- und Handels-AG“, die sogenannte Reisbörse nach Plänen von Johann Georg Poppe, Schlachte 23–26/Langenstraße 38–42[25]
- 1908: Entwurf und Bauleitung eines repräsentativen Wohn- und Geschäftshauses für die Wand- und Fußbodenbekleidungsfirma Friedrich Wachsmuth, Auf den Häfen 12–15[26]
- 1910: Umbau eines Wohnhauses im Auftrag von Alfred Lohmann, Kohlhökerstraße 52[27]
- 1905 und 1919: Umbauten an der „Villa Ichon“ für Johann Georg Poppe und später für dessen Familie, Goetheplatz 4[28][29]